# Питт, Уильям Младший
Уи́льям Питт-мла́дший (англ. William Pitt the Younger; 28 мая 1759[…], Кент — 23 января 1806[…], Лондон) — второй сын Уильяма Питта. На протяжении в общей сложности почти 20 лет был премьер-министром Великобритании, причём впервые возглавил кабинет в возрасте 24 лет, став самым молодым премьер-министром Великобритании за всю историю страны.

## Ранние годы
Граф Чатэм женился в 1754 году на леди Гестер Гренвилль. Уильям Питт был вторым их сыном. Кроме Уильяма в семье было ещё четверо детей. Старший Джон Питт родился в 1756 году. Младший брат Уильяма Питта Чарльз Джеймс — в 1761 году. Старше Уильяма Питта были дочери леди Гестер и Гарриот. Старшего сына отец видел полевым командиром, младшего — на морской службе. Среднего же сына, который с детства проявлял незаурядные способности, отец видел юристом. Год рождения среднего сына, возможно, являлся для отца очень важным, насыщенным разного рода событиями.
В юности Уильям Питт, по замечанию окружающих, опередил всех своих сверстников в развитии. Некоторое время он сочинительствовал. Известна его трагедия «Лаврентий, царь Клариния», поставленная в 1772 года его братьями и сёстрами. Зрителями спектакля были родители Уильяма Питта и узкий круг знакомых. Однако юноша был очень болезненный, на что постоянно жаловался его родитель в письмах. Было опасение, что он не доживет до совершеннолетия. Слабое здоровье не позволяло ему ходить в публичную школу, поэтому своё начальное образование он получил дома под руководством преподобного Эдварда Вильсона. Сам лорд Чатэм старался научить детей уму-разуму, регулярно давая им различного рода наставления. Часто отец читал своим детям Библию.
Эдвард Вильсон учил Уильяма латыни и древнегреческому, элементарной математике. Епископ Томлайн сообщает, что отец предписывал сыну читать античных историков. Позже сам Питт говорил лорду Мэхону, что его начитанность оказала огромное влияние на его манеру выражать свои мысли. Для тренировки красноречия лорда Чатэм ежедневно заставлял мальчика учить отрывки из английских поэтов. Это были преимущественно Мильтон и Шекспир.
Будучи в четырнадцать лет необыкновенно эрудированным и развитым юношей, он был отправлен в Пеброк-холл в Кембридж. Некоторое время к нему был представлен его старый воспитатель исключительно для того, чтобы следить за состоянием здоровья мальчика.

## Начало политической карьеры
Уильям Питт окончил курс в Кембриджском университете; с 1780 года был адвокатом в Лондоне; с 23 января 1781 года избран в палату общин одним из «гнилых местечек» — округом Эпплби (англ.). Став членом британского парламента, Питт подружился с Уильямом Уилберфорсом. Обучаясь в Оксфорде, они едва знали друг друга, однако именно в начале политической карьеры они стали друзьями.
26 февраля 1781 года Уильям Питт в защиту билля Эдмунда Бёрка об экономической реформе произнёс свою первую парламентскую речь и уже тогда молодой политик привлёк к себе внимание. Хотя законопроект Бёрка был отвергнут большинством в 233 голоса против 190, речь Питта произвела впечатление на английскую политическую элиту. Фредерик Норт, тогдашний премьер-министр, посчитал это выступление самой лучшей дебютной речью, которую ему когда-либо приходилось слышать. Высокого мнения о речи был также сам Бёрк.
31 мая того же года Питт выступил со своей второй речью, которая касалась комиссии по контролю государственных расходов. По мнению Питта, ни о какой специальной комиссии, которая не входила бы в нижнюю палату парламента, речи быть не могло, поскольку это было нарушением законодательства. Однако противоположное мнение, которое высказал лорд Норт, одержало верх.
12 июня в ту же парламентскую сессию Питт выступил третий раз. В этот раз дело дошло до предложения Фокса о заключении мирного договора с восставшими американскими колониями. Сам молодой парламентарий не имел никакого желания вмешиваться в дебаты, однако парламентарии Ригби и Адам высказались о симпатиях покойного графа Чатема (титул отца, Уильяма Питта Старшего) к американским колониям, поэтому Питт вынужден был вмешаться. Питт назвал войну с колониями позорной, братоубийственной и кровавой. В связи с пламенной речью Питта в защиту войны выступил Генри Дандас, будущий соратник молодого политика, однако Дандас отметил чрезвычайно хорошие ораторские и интеллектуальные способности своего оппонента.
Сессия окончилась летом 1781 года, поэтому Питт занялся барристерской деятельностью на выездной сессии суда. Уильям Питт решил взяться за свою деятельность серьёзно, поэтому не пропускал даже самого незначительного дела.
Вторая сессия британского парламента началась 27 ноября 1781 года. Именно в это время стало известно о катастрофическом положении британской армии в колониях. Именно поэтому нужно было срочно переделать тронную речь, поскольку стало совершенно понятно, что Великобритания проиграет войну Соединённым Штатам. Уильям Питт выступил в парламенте со своей речью в четвёртый раз. О его речи с особенным восторгом отзывался Генри Дандас.
Молодой политик снова выступил с речью во время парламентских дебатов 14 декабря 1781 года. Питт заметил разногласия на казначейской скамье: лорд Жермен и лорд Норт были не согласны в плане продолжения войны. Тогда лорд Джордж и лорд Норт стали перешёптываться, а старый прихлебатель Велбор Эллис решился вставить свои пять копеек в их разговор. Тогда Питт заявил, что подождёт до того момента, когда Нестор разрешит разногласия между Агамемноном и Ахиллесом.
Уже первая его речь, в защиту «билля об экономической реформе» Бёрка, поставила его в ряд первых ораторов палаты. Красноречие его было чрезвычайно просто, чуждо всякой аффектации; он действовал более на ум, чем на чувство. По политическим воззрениям он был учеником своего отца и потому примкнул к партии вигов, а именно к группе, руководимой лордом Шелберном (маркизом Ленсдауном). Был сторонником парламентской реформы, проект которой дважды без успеха вносил в парламент, сперва в качестве депутата (1782), потом министра (1785), — эмансипации католиков, свободы печати. Ещё в университете он изучил только что появившуюся тогда книгу Адама Смита и стал его последователем. В иностранной политике он отличался от отца, между прочим, тем, что у него не было инстинктивной ненависти к Франции; своим дружественным отношением к этой стране он вызывал в палате упрёки в измене памяти отца, на что он возражал, что «мысль, будто какой-либо народ может быть естественным и вечным врагом другого, есть мысль совершенно ребяческая».
Когда в 1782 году правительство Норта пало, премьер-министр лорд Рокингем предложил Питту должность вице-казначея Ирландии, с которой его отец начинал свою карьеру; но Питт, несмотря на свои 22 года, отказался, считая себя достойным не меньше поста в кабинете министров. В том же году он стал канцлером казначейства в правительстве Шелберна. В феврале 1783 года правительство пало; Питт вышел в отставку, но в декабре того же года, после неудачной коалиции Фокса и Норта, сформировал собственный кабинет, продержавшийся до 1801 года.

## Во главе правительства

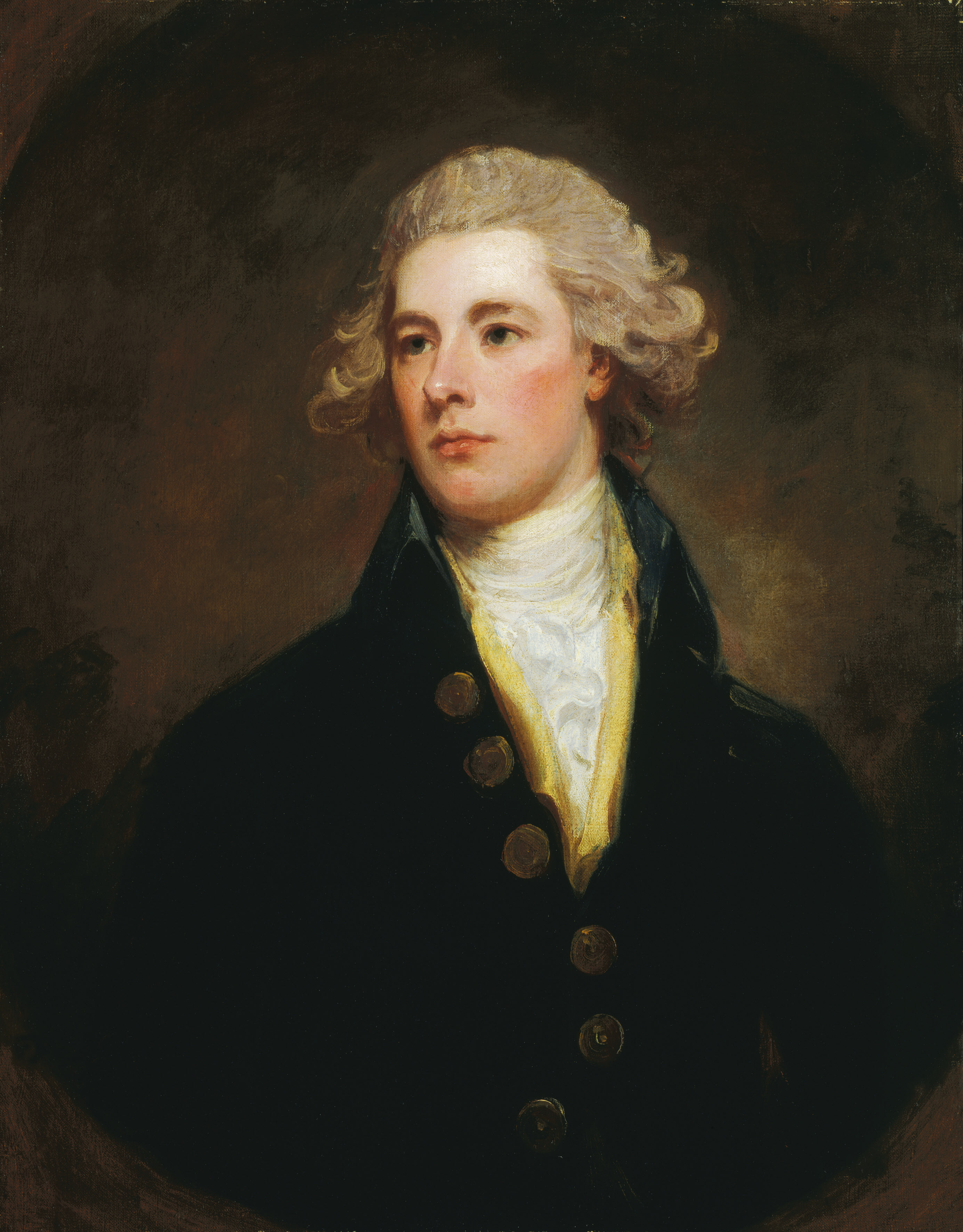
Портрет работы Джорджа Ромни (1783)

В это время Питт был на вершине популярности; подобно отцу, он держался не благоволением короля Георга III, который не любил его, а исключительно общественным мнением, бывшим на его стороне. Избирательная реформа, задуманная Питтом, не прошла в парламенте, но он сумел смягчить на практике наиболее вопиющие недостатки старого порядка; его правительство было первым, отказавшимся от системы подкупов.
В 1784 году Питт провёл билль об управлении Индией, которым Ост-Индская компания была поставлена под ближайший контроль правительства. В 1787 году он заключил договор с Францией, в силу которого для подданных обеих стран была уничтожена обязательность паспортов при переезде из одной в другую, ограничены некоторые стеснения торговли и уменьшены ввозные пошлины.
В 1792 году направил посольство в Китай с целью открытия рынков этой страны для английских товаров (император Айсиньгиоро Хунли, правивший под девизом «Цяньлун», отказался принять английского посланника Джорджа Маккартни).
В 1794 году он поддержал и провёл акт, по которому преступления печати всецело передавались на рассмотрение присяжных и которым фактически была создана полная свобода печати в Англии.

### Деятельность в экономике. Французская революция
Главное его внимание было направлено на финансовые дела, находившиеся в его непосредственном ведении. Американская война оставила Англии громадный долг и дефициты: рядом практических мероприятий Питт сумел их уничтожить, несмотря на то, что многие отяготительные пошлины, как, например, на ввозимый чай, были значительно понижены. Ему пришлось также усиленно бороться с контрабандой, развившейся в эпоху управления Норта.
Французская революция и связанные с нею события заставили его изменить политику. Сначала он смотрел с полной симпатией на события, совершавшиеся во Франции, а о книге Бёрка об ужасах французской революции отозвался так: «В этой книге много чем можно восхищаться, но нельзя согласиться ни с одним словом». Но захват Францией Бельгии принудил его объявить ей войну. Вёл он войну сперва неохотно, но потом стал во главе второй коалиции против Франции (1799). Если ранее он руководил государством с оппозиционным парламентом, то с 1793 года в обстановке войны он стал опираться на охранительное парламентское большинство из вигов — сторонников идей Бёрка — и тори, оставив прежнюю либеральную внутреннюю политику «нового торизма». Единственное, в чём он был согласен с руководителем либеральной оппозиции — меньшинства вигов — Чарльзом Фоксом — это в необходимости покончить с работорговлей, но в этом, несмотря на их усилия, парламент их не поддержал.

### Реакционные меры и действия против Ирландии
Война и связанное с ней брожение в самой Англии вызвали ряд реакционных мер. Действие Habeas Corpus было приостановлено; билль против мятежных сборищ ограничил свободу публичных митингов; определения статута об измене были расширены; против печати начат был ряд преследований; проповеди некоторых священников-диссентеров признавались мятежными. К этому присоединились волнения в Ирландии, разразившиеся наконец мятежом 1798 года. Питт подавил его с крайней суровостью, даже жестокостью, нисколько не стесняясь ни соображениями гуманности, ни даже предписаниями законов. Он попытался создать свободу торговли между Англией и Ирландией, но договор о ней, одобренный английским парламентом, не прошёл в ирландском. На это Питт отвечал актом унии Англии с Ирландией, для проведения которого в Ирландии он не только воскресил, но довёл до небывалой степени систему подкупов.

## Отставка, новый кабинет и смерть

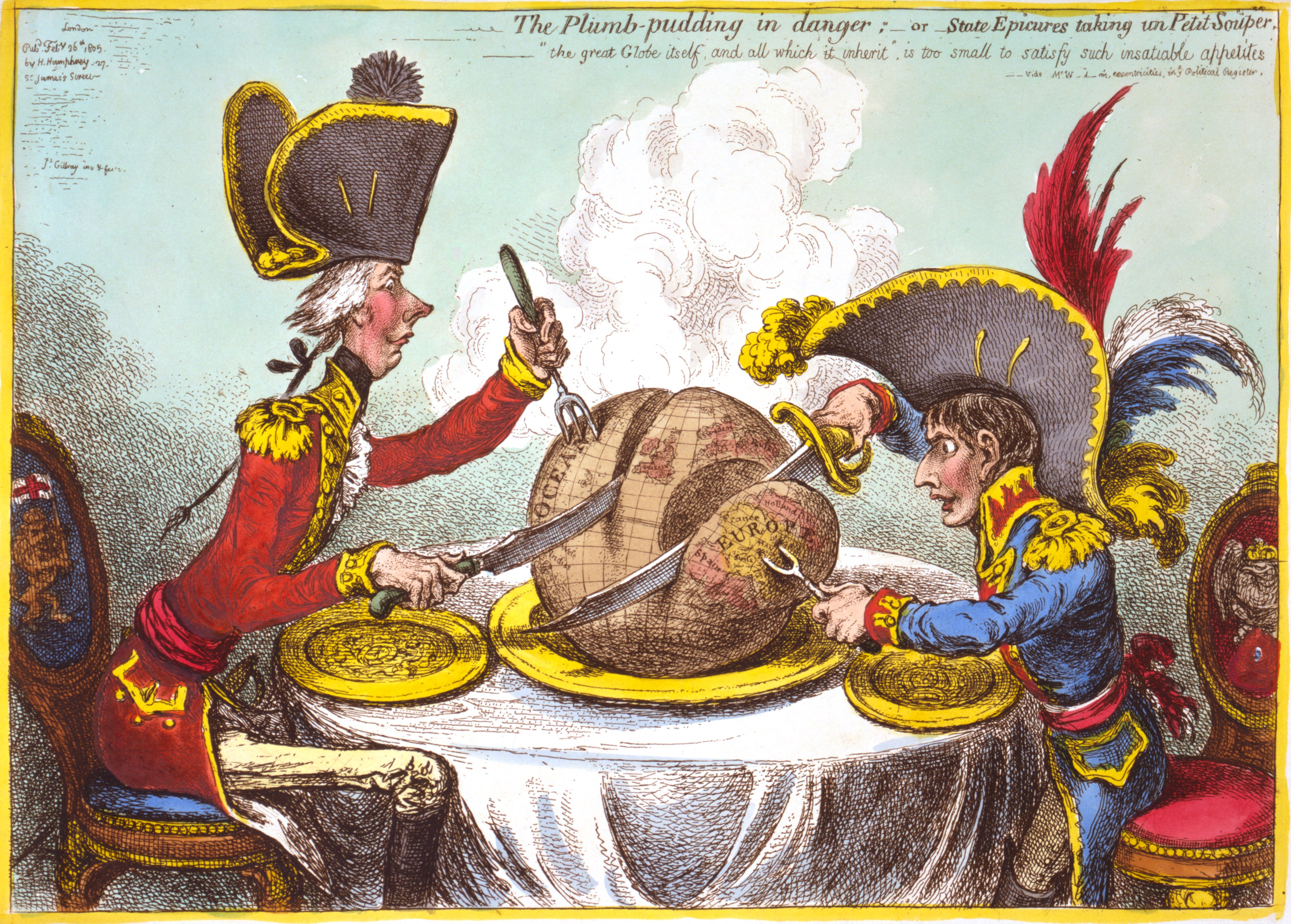
«Пудинг в опасности». Премьер-министр Питт (Англия) и Наполеон (Франция) делят мир. Карикатура Джеймса Гилрея.

Непосредственно вслед за этим Питт задумал провести акт об уравнении католиков в политических правах с протестантами, но не нашёл поддержки в общественном мнении. Этим воспользовался король, отказавший в разрешении внести билль в парламент, и Питт должен был выйти в отставку.
В 1804 году, после падения Аддингтона, он вновь сформировал кабинет, главной задачей которого была борьба с Наполеоном. Аустерлицкая битва нанесла страшный удар его слабому организму, подточенному чрезмерной работой; он умер 46 лет от роду.
Даже находясь на смертном одре, Питт сетовал: «Моя страна! Как я покину мою страну!». Парламент похоронил его на общественный счёт и уплатил из государственных средств 40 000 фунтов стерлингов его долгов.
Расписанная палата Вестминстерского дворца использовалась как зал для прощания с телом умершего. Уильям Питт Младший был похоронен в гробнице своего отца в Вестминстерском аббатстве. По этому поводу герцог Веллингтон изрёк:
Какая ещё могила хранит таких сына и отца! Какая гробница вместит останки такого человеческого совершенства и такой славы!

## Личная жизнь
Воспринимался современниками холодным, сдержанным, чрезвычайно самоуверенным и надменным, не способным на дружбу. По словам британского историка: «Гордое сознание собственной значительности дышало в каждом жесте нового политика, в каждом движении его высокой худощавой фигуры, в резких чертах лица, которого никто, кроме его ближайших друзей, не видел освещённым улыбкой; в его холодном и отстраняющем обращении; в его неизменно серьёзном и важном виде и в его властной манере держаться».
Питт сторонился коррупции в целях личного обогащения, что было удивительно для его времени. Однажды он отказался от предложения лондонских купцов заплатить сто тысяч фунтов его долгов.
Из-за высоких психологических нагрузок в связи с наполеоновскими войнами Питт пристрастился к алкоголю, что высмеивалось карикатуристами. По подсчёту его современника, Питт за один год выпил 574 бутылки кларета, 854 бутылки мадеры и 2410 бутылок портвейна — то есть, почти четыре тысячи бутылок вина. Несколько раз его стошнило прямо на трибуне английского парламента.

## Образ в искусстве

### В литературе
- Оппозиционно настроенный лорд Байрон написал Питту сатирическую эпитафию:

От смерти когтей не избавлен,
Под камнем холодным он тлеет;
Он ложью в палате прославлен,
Он ложе в аббатстве имеет.Оригинальный текст (англ.)With death doom'd to grapple,
Beneath this cold slab, he
Who lied in the Chapel
Now lies in the Abbey.

### В кино
- «Адмирал Ушаков», «Корабли штурмуют бастионы» (СССР, 1953), режиссёр — Михаил Ромм, в роли Питта Младшего — Николай Волков
- «Битва при Аустерлице» (Франция, Италия, Югославия, 1960). Режиссёр Абель Ганс В роли Питта Младшего актёр Энтони Стюарт
- «Номер 10[англ.]» (Великобритания, 1983) — сериал, эпизод 7 «Родословная»[20][21], в роли Питта Младшего — Джереми Бретт
- «Чёрная гадюка» (Великобритания, 1987) — сериал, эпизод 1 «Еда и мошенничество», в роли Питта Младшего — Саймон Осборн
- «Безумие короля Георга» (Великобритания, 1994), режиссёр — Николас Хайтнер, в роли Питта Младшего — Джулиан Уэдэм[англ.]
- «Изумительная благодать» (Великобритания — США, 2006), режиссёр — Майкл Эптед, в роли Питта Младшего — Бенедикт Камбербэтч